# Lunas-les-Châteaux
Lunas-les-Châteaux è un comune francese di 822 abitanti situato nel dipartimento dell'Hérault nella regione dell'Occitania. È stato istituito il 1 gennaio 2025 dalla fusione dei precedenti comuni di Lunas e Dio-et-Valquières.